# Parângul Mare
Parângul Mare (2519 m n. m.) je hora v pohoří Parâng v jihozápadním Rumunsku. Nachází se na hranicích mezi župami Gorj a Hunedoara asi 15 km jihovýchodně od města Petroșani a 38 km severovýchodně od města Târgu Jiu. Vrchol je místem dalekého rozhledu. Pod severovýchodními svahy hory leží kotel Roșiile s jezerem Mîndra. Parângul Mare je nejvyšší horou celého pohoří a nejprominentnější horou celého Rumunska (mateřským vrcholem je Gerlachovský štít).
Na vrchol je možné vystoupit po značených turistických cestách z několika směrů, například po hřebenové trase (Petroșani – Pasul Urdele) nebo ze sedla Șaua Groapa Seaca.